# Bereliku
Bereliku is een bestuurslaag in het regentschap Belu van de provincie Oost-Nusa Tenggara, Indonesië. Bereliku telt 817 inwoners (volkstelling 2010).